# Limonium papillatum var. callibotryum
Limonium papillatum subsp. callibotryum é uma variedade de planta com flor pertencente à família Plumbaginaceae. 
A autoridade científica da variedade é Svent..

## Portugal
Trata-se de uma variedade presente no território português, nomeadamente no Arquipélago da Madeira.
Em termos de naturalidade é endémica da Região Macaronésia.

## Protecção
Não se encontra protegida por legislação portuguesa ou da Comunidade Europeia.